# Anastasiia Yeva Domani
Anastasiia Yeva Kristel Domani, en ukrainien : Анастасія-Єва Крістель Домани, transcrit aussi Anastasiia Eva Kristel Domani, est une femme transgenre ukrainienne, militante des droits de l'homme. En 2020, elle est choisie par l'ONU pour la campagne 25 Women.

## Biographie

### Enfance et formation
Anastasiia Yeva Domani naît le 1er février 1979 à Kiev.

### Parcours et militantisme
Anastasiia Yeva Domani devient une icône de la défense des droits des personnes transgenres malgré elle. Ayant été victime de maintes discriminations liées à son identité et pour aider d'autres victimes, elle décide de militer et de faire entendre la voix des transgenres en Ukraine, particulièrement mise à mal durant le conflit russo-ukrainien,. Elle déclare à ce sujet: 

« (...) Lorsque j'ai essayé de changer mes documents, j'ai vécu des moments terriblement injustes, à la fois individuellement et pour toutes les personnes transgenres en général (...) En tant que citoyenne ukrainienne, j'ai senti que je devais prendre les mesures nécessaires pour commencer à aider d'autres personnes avec tout ce que le processus de transition implique et pour lutter pour les droits de toutes les femmes transgenres dans le pays(...). »

Hormis cela, elle raconte aussi avoir été séquestrée dans une banque,: 

« (...) Je suis venu à la banque, personne n'a dit que la caisse ne fonctionnait pas. Il y avait déjà une file d'attente. J'ai fait une remarque aux employés de la banque en disant qu'il faut mettre un panneau : la caisse est fermée. Le manager a commencé à me faire la gueule et j'ai demandé un livre de plaintes et de suggestions. Et puis ça a commencé : "Je me souviens de vous quand j'étais manager dans cette salle. Je me souviens de votre mariage. Est-ce que c'est autorisé ici ? Pauvres enfants. Que dit la loi à propos de ce mariage ?" Elle a commencé à s'adresser à moi en tant qu'homme : "Je sais pourquoi tu es venu." J'ai pris une photo d'elle. La sécurité de la banque m'a enfermé jusqu'à ce que j'efface la photo.(...). »

Depuis cette séquestration et jusqu'au début de la guerre, son appartement sert de point de distribution des traitements hormonaux. Traitements fournis par une organisation LGBTQ étrangère. Les chaînes d'approvisionnement habituelles s'étant effondrées.
Anastasiia Yeva Domani est directrice de l’association Cohort, experte du groupe de travail des personnes transgenres sur le VIH et la santé en Europe de l'Est et en Asie centrale. Elle est représentante de la communauté transgenre au Conseil national ukrainien sur le VIH/Sida et la tuberculose,.

Elle affirme:

« (...) Mon objectif, c’est de faire en sorte que toutes les personnes transgenres en Ukraine disposent des mêmes droits humains que les hétérosexuels, et je m’y attelle par tous les moyens possibles .(...). »